# エフエムむさしの
株式会社エフエムむさしの（英: Musashino FM Broadcasting Co.,Ltd）は、総務省から免許を受け、東京都武蔵野市に本社を置き、武蔵野市・三鷹市近辺を放送エリアとするコミュニティ放送局である。
コミュニティFM放送局としては東京都内で最初に開局した。

## 特徴
1995年（平成7年）3月28日、東京都で初のコミュニティ放送局として開局。武蔵野市、武蔵野商工会議所、武蔵野市の民間企業など36法人の出資による第三セクター放送局。2001年（平成13年）5月、本社を現在の武蔵野商工会館3階に移転。エフエム東京（TOKYO FM）とも資本関係にある。
武蔵野市随一の商業地区吉祥寺を拠点に、武蔵野・三鷹両市の地域に根ざしたグローバルな情報を中心に、地元で活躍する文化人のインタビューや、良質でコアな音楽番組などを放送するほか、武蔵野市議会の定例議会の中継も放送する。その他、サッカーJFL所属の地元東京武蔵野シティFCの試合（武蔵野市立武蔵野陸上競技場）をはじめとする武蔵野市内スポーツ中継や、毎年4月の「武蔵野桜まつり」など同市内で行われるイベントの実況生中継もする。もちろん緊急災害時には、災害情報を放送する。
毎日、午前8:00から夜まで番組（うち12時間は生放送中心）を編成している。
聴取している年齢層は30代後半 - 50代以上が主で、地域情報やジャズ・フュージョン系の番組が多いが、時間帯によっては10代 - 30代前半の若年層に向けた番組も編成されている。
パーソナリティは主にフリーアナウンサーや地元で活躍するミュージシャンなどを起用しているが、近年では有名タレント・アーティストが出演する番組も放送している。
開局当初から自主制作番組を中心とした編成だったが、近年では多摩地域の各コミュニティFM局と連携して番組の共同制作や企画ネットも積極的に行っている。また、一部番組にてポッドキャスティングによる展開も行っている。
1995年（平成7年）開局時から「Flying-egg.」（“空飛ぶたまご”の意）を使用していた。その後現在では使われなくなったものの、受信報告書を送るともらえるQSLカードには開局当初から数年ほど使われてきたFlying-Eggマークが使用されている。なお、QSLカードに使用している紙のデザイン部分はコーティングされており、滑らかな質感となっている。
2012年（平成24年）からは新たにマスコットキャラクターとして「どれみはっとくん」が登場（後に自然消滅）。
2019年（令和元年）10月より、むさしのFM専用のバッジ型ラジオが発売され、武蔵野市民防災協会（同市役所西棟1階）にて999円で販売されている。
2025年（令和7年）に開局30周年を迎え、新たなマスコットキャラクターとして、仲良し3人組の「ナッピー」「ハッピー」「ニッピー」の3体が登場。それぞれ周波数（78.2MHz）にちなんだ名前で、体型はそれぞれの数字（7・8・2）を具体化しており、性格も色もそれぞれ異なる。
MUSIC BIRD制作の番組については、以前はジャズ・フュージョンのみが放送されていたが、2024年2月末に「SPACE DiVA」のサービスが終了したことに伴って、コミュニティ放送局向けの「MUSIC BIRD for COMMUNITY」へ切り替わり、一部の番組が当局でもネットされるようになった。

## 沿革
- 1994年（平成6年）10月19日 - 会社設立。本社は吉祥寺市政センター（当時・武蔵野市吉祥寺本町1丁目33[5]）に置かれた。
- 1995年（平成7年）
  - 3月28日正午 - 本放送を開始（送信出力1W[注釈 1]。当時水門通りにあった吉祥寺市政センター2階にあったスタジオから毎日放送。当時の放送時間は月 - 金曜 7:00 - 20:00、土・日曜 8:00 - 20:00）[6][注釈 2][5]。
  - 9月 - 武蔵野市と「災害時における緊急放送に関する協定書」締結[5]。
- 1996年（平成8年）
  - 3月28日 - 開局1周年を迎え、記念特別番組を放送。
  - 3月31日 -『KANEKO INTERACTIVE WORLD』最終回放送。
  - 7月 - 武蔵野三鷹ケーブルテレビ（Parkcity、現・J:COM 武蔵野・三鷹）FM放送サービスおよびホームターミナル33ch（静止画）にて再送信開始。
  - 9月30日 - 市民放送ボランティアが一斉引き揚げ。朝ワイド『むさしのフレッシュサラダ』など一部番組が終了。
- 1997年（平成9年）
  - 6月8日 - 緑町3丁目で行われた不発弾処理の模様を実況放送[5]。
  - 10月1日 - むさしのFM市民の会が発足。
- 2000年（平成12年）
  - 開局5周年。
  - 3月31日 - Parkcityでの静止画放送終了（FM放送サービスは継続）。
- 2001年（平成13年）5月24日 - 本社スタジオを武蔵野商工会館に移転、送信出力を20Wに増力。
- 2005年（平成17年）
  - 3月28日 - 開局10周年記念番組『特別講演会 武蔵野を語る』（出演：大岡玲、大河内昭爾）放送[5]。
  - 7月 - 吉祥寺音楽祭「吉音コンテスト」グランプリアーティストによるレギュラー番組開始（ユースムースアベニュー『うっす!ユースムースっす!』）。
- 2008年（平成20年）3月 - 武蔵野市役所防災安全センターに緊急放送用のスタジオを開設[5]。
- 2009年（平成21年）4月 - ポッドキャストサービス開始[5]。
- 2010年（平成22年）
  - 開局15周年。それを記念して2月、吉祥寺で開催の「まちなかアコースティックライブ」を主催[5]。
  - 7月 - 武蔵野市観光推進機構（現・武蔵野市観光機構）創設。
- 2011年（平成23年）
  - 3月11日 - 東日本大震災が発生。発生直後から武蔵野・三鷹市内の様子を中継および計画停電の情報などを放送した[5]。
  - 10月 - インターネットラジオ「JCBAインターネットサイマルラジオ」で放送開始。
- 2013年（平成25年）10月 - スポーツ祭東京2013の武蔵野市内開催競技を中継放送[5]。
- 2015年（平成27年） - 開局20周年。
- 2019年（令和元年）
  - 4月1日 - 『子どもおやすみラジオ』放送開始。
  - 10月15日 -「むさしのFMラジオバッジ」発売。
- 2020年（令和2年） - 開局25周年。
- 2025年（令和7年） - 開局30周年。

## 受信について
- カバーエリアは武蔵野市と三鷹市だが、近隣地区の杉並区、練馬区、西東京市、小金井市、小平市、東村山市でもFM専用アンテナを立てれば受信することができる。また、さらにその周辺の板橋区、世田谷区、中野区、調布市、国分寺市、立川市、八王子市、飯能市などでもカーラジオでの受信が可能。最遠方からでは港区からも受信報告があったという。
- 周波数の設定上、地域によっては船橋から送信しているBAYFM（78.0 MHz）や、山梨県三ツ峠から発信されるFM FUJI（78.6 MHz）とも混信する場合がある。
- 送信所は武蔵野市役所屋上にある。2008年に本社がある武蔵野市商工会館の屋上から移転している。実行輻射出力は41Wである。
- ケーブルテレビのJ:COM武蔵野・三鷹（旧・JCN武蔵野三鷹）のFM放送サービス（アナログのみ）でも聴く事ができる[注釈 3]。2000年（平成12年）3月31日まではホームターミナル33chでも静止画つきの音声のみで放送されていた[注釈 4]。なお、J:COMチャンネル111chにて午前7時と8時に、吉祥寺・三鷹・武蔵境各駅前のライブカメラ映像と共に本局のライブ音声を放送している。
- 有線放送のUsen440とキャンシステム、インターネットラジオの「JCBAインターネットサイマルラジオ」でも聴取が可能である。
- 自社制作・他局制作の番組以外は、ミュージックバードの番組放送している。

## 自社製作番組
（2024年（令和6年）10月現在。詳細は PDF番組表 を参照。）

### 月 - 金曜日
Wake up!
- 放送時間：8:00 ~ 10:59
- パーソナリティ：山下しづ香（月曜）、若菜ひろこ（火曜）、名城雪子（水曜）、河田浩兒（木曜）、鳴海剛（金曜）

ウィークデー・シャッフル
- 放送時間：11:00 ~ 13:59
- パーソナリティ：亀井薫（月曜）、ヒロクボタ（火曜）、石塚健司（水曜）、川崎亜有子（木曜）、杉本麻依（金曜）

午後のやすらぎラジオ　物語の時間
- 放送時間：15:00 ~ 15:59※1部・2部と分割している。

Groovin'
- 放送時間：16:00 ~ 18:59
- パーソナリティ：松野こうき（月曜）、髙田友紀（火曜）、近藤史子（水曜）、橋本邦彦（木曜）、中嶋みさ（金曜）

子どもおやすみラジオ
- 放送時間：20:00 - 20:59※1部・2部と分割している。

月曜日
吉祥寺アンリミテッド
放送時間：21:00 - 21:30
- パーソナリティー：坂本和則（Phoenixx代表取締役）
- 2023年10月よりミュージックバードのコミュニティ放送局ゾーンにて全国放送されている[8]。

火曜日
囲碁お見知りおきをラヂオ
- 放送時間：23:00 - 23:30
- パーソナリティー：双六亭（スゴロクテイ）

木曜日
しゃべんジャーズ
- 放送時間：21:00 - 21:30
- パーソナリティー：飯塚真史（武蔵野市出身武蔵野市民）、中倉隆道
- 2019年7月から2025年3月までミュージックバードのコミュニティ放送局ゾーンにて全国放送されていた。[10]。

金曜日
創業1・2・3!! 
- 放送時間：第1・3週 21:00 - 21:30

### 土曜日
アクティブサタデー
- 放送時間：8:00 - 10:00
- パーソナリティ：伊東かおり

BangBangBang!スタジオプレイス
提供:武蔵野プレイス
- 放送時間：第1週　15:00 - 15:30

むさしのクラシックアワー音楽百科事典（前週の再放送）
- 放送時間：22:00 - 23:00

子どもおやすみラジオ
- 放送時間：20:00 - 21:00

後援：武蔵野市・武蔵野市教育委員会※1部・2部と分割している。

### 日曜日
リラックスサンデー
- 放送時間：8:00 - 13:00
- パーソナリティ：若菜ひろこ、名城雪子

むさしのクラシックアワー音楽百科事典
- 放送時間：12:00 - 13:00
- パーソナリティ：岡野肇・茂木亜希

提供：公益財団法人武蔵野文化事業団
かしこい消費者
- 放送時間：16:45 - 16:50

子どもおやすみラジオ
- 放送時間：20:00 - 21:00※1部・2部と分割している。

むさしのFMミュージックアワー
- 放送時間：21:00 ~ 21:59

## ネット番組
〔調布FM〕
スターダスト・レビューの星になるまで
- 放送時間：水曜 21:00 - 21:30
- パーソナリティ：柿沼清史、寺田正美、林"VOH"紀勝（スターダストレビュー）

## 終了した主な番組

### 自主制作番組（放送終了）
- むさしのフレッシュサラダ

開局した1995年春から1996年9月まで1年半にわたり放送された朝の生放送番組。放送時間は月曜日から金曜日の朝7:00 - 11:00。 最新ニュースや天気予報、交通情報、武蔵野・三鷹のコミュニティ情報などのほか、音楽やトークを発信していた。ただし、9:30 - 10:00に「マイシティむさしの」挿入のため2部制となっており、1部と2部で若干内容が異なっていた。 第1部は通勤や通学の時間帯ということもあり、朝刊各紙の最新ニュース、天気予報、交通情報やコミュニティ情報が中心だが、送り出しの後の8:30 - 9:30は詩の朗読のコーナーなどもあった。第2部は主婦層向けにリラックスしたトークや音楽などで構成。
初代のパーソナリティは大貫恵子（→その後FM GUNMAアナウンサーを経て、フリー）で、1996年3月8日の放送まで担当した。その後しばらく局内スタッフの輪番制となっていたが、4月1日より酒井里佳がパーソナリティを担当。5月6日より佐藤恵理が第2部を担当。同年9月30日、会社方針の変更により、市民放送ボランティアの一斉引き揚げとともに、番組は終了した。
なお、番組内の1コーナーとして、フレッシュサラダ作戦という、武蔵野市が取り組んでいる市内で生産された農産物の販売普及活動を紹介する同名のコーナーがあり、毎日20分間にわたり活動内容を紹介した。同コーナーは放送のない土曜日の朝番組（むさしの夢飛行→むさしのサタデー）内でも放送していた。ただし、番組との直接の関係はなく、このフレッシュサラダ作戦の活動はその後も継続しており、情報番組内で活動報告を放送している。
第1部エンディングテーマとして「チキチキマシン猛レース」が使用されていた。
- むさしの情報バイキング

月 - 金、12:00 - 16:00の時間帯で放送された帯番組で、昼の時間帯の大人向けのリラックスした雰囲気のトーク情報番組。詩人の清水哲男（かつてFM東京（現・TOKYO FM）の朝ワイド番組『FMモーニング東京』などを担当していた。2022年3月7日死去）がパーソナリティを担当。番組終了後も2003年に勇退するまで8年に亘り出演し、むさしのFMを代表するパーソナリティの一人となった。
- むさしのファンタスティックディナー

月 - 金。開局当初から1年間は18:00 - 20:00の時間帯で放送していたが、1996年4月より1時間拡大し17:00 - 20:00となった。夕方の番組のため、ニュースや天気・交通情報、コミュニティ情報が多かったが、ややリラックスした雰囲気の情報番組だった。主に放送本部長だった城野正幸（元・FM東京アナウンサー）らが担当していた。
- KANEKO INTERACTIVE WORLD（提供:カネコ）

むさしのFM開局日の1995年3月28日から1996年3月31日まで1年間、月曜日 - 日曜日の毎日17:00 - 18:00に生放送されていた。提供はカネコ（当時：金子製作所）1社で、当時、JR三鷹駅南口にあった同社本社ビル1・2Fの同社運営のアミューズメント施設「FRONT ROW」店内2階の「KANEKOサテライトスタジオ」から毎日生放送されていた。主に学生などの若年層をターゲットに、音楽やトレンド情報、武蔵野・三鷹のイベント情報などを発信。むさしのFM開局初年度の人気番組となった。
当時担当していたDJも多彩で、番組終了後、現在もラジオ各局やイベントのDJ、テレビ番組などのナレーターで活躍する者も多数いた。番組前期は各曜日とも男女ペア方式をとっていたが、その後番組のリニューアルやスタジオの場所移動などで各曜日一人ずつのシフトとなった。当時の番組DJには大貫恵子、岩本三千代（当時シグマ・セブン所属。→FM長野、NACK5、JAL機内放送の音楽番組DJなど）、岩沢慶明（当時サンディ所属。→浦和レッズのスタジアムDJ、FM AICHIほか）、佐野文俊（サンディ所属。→SBSラジオやFM FUJIなど歴任、ナレーターなど）、服部潤（→主にテレビ番組のナレーターとして活躍）、千葉麻衣子（→bayfmパーソナリティ）らがいた。
しかし、カネコの経営不振や出演DJの異動などにより、わずか1年、述べ369回に及ぶ放送に幕を下ろす。番組打ち切りに伴い上述の「むさしのファンタスティックディナー」が17:00開始に繰り上げ拡大。その後KANEKOサテライトスタジオは閉鎖、後にカネコも三鷹から撤退し、FRONT ROWも営業を終了している（現在はカラオケボックスのBIG ECHOなどが入居している）。
- むさしの夢飛行→むさしのサタデー
- むさしの遊歩道→むさしのサンデー
- むさしの早耳ラジオ（土曜日午後）
- むさしの福耳ラジオ（日曜日午後）
- 土曜のおやつ
- トワイライト・カーニバル（協力：東放学園）
- むさしのクラシックアワー 音楽の贈り物（パーソナリティ：江久里ばん。提供:武蔵野文化事業団）
- ネオむさしのマンション
- むさしのスポーツニュース（提供:西武スポーツ吉祥寺（現・吉祥寺ロフト））
- むさしの人・街
- むさしの歌劇団（パーソナリティ：橋本幸子）
- ジャズ道場破り（パーソナリティ：寺島靖国）
- JJazz.Net SOMETIMEマンスリーライブ（パーソナリティ:シナジー）
- 中川ヨウのJAZZ紳士録（パーソナリティ：中川ヨウ）
- サンデーむさしの寄席（パーソナリティ：松野こうき。提供:三祐産業・稲垣薬局）
- わたしの好きなこの街で（パーソナリティ：松野こうき）
- 70sトラベラー（パーソナリティ:松野こうき）- 松野が独自の視点で1970年代を当時のヒット曲とともに振り返る。
- プロムナード・言葉と風景 - 古き良き時代の言葉と風景をたどる。
- SP盤アワー
- 劇団 前進座が行く! - 劇団前進座の所属俳優が出演。
- ラジオ世界旅行記→世界音楽記
- 吉祥人 - 東京スクールオブミュージック専門学校のDJ&リポーター・ラジオ番組エンジニアコースの生徒による吉祥寺情報番組。制作：Radio Enjoy Brothers。
- THE!カウントダウン吉祥寺（パーソナリティ：宮脇理恵子）
- キッタメ!（パーソナリティ：畑谷明日香、宮口文裕、明石千明、吉田和美） - 吉祥寺発信の最新エンターテイメント情報番組。毎週金曜日夜に放送。
- RED CROSSとビリケン（パーソナリティ：ビリケン）
- 吉祥寺ミュージックボックス（パーソナリティ：宮口文裕）土曜 19:00 - 20:00放送。
- 吉祥寺音楽祭「吉音コンテスト」歴代グランプリによる番組 
  - うっす!ユースムースっす!（パーソナリティ：ユースムースアベニュー（2005年、解散））
  - トゥクトゥク・ダッシュの「ダッシュでトゥクトゥク!」（パーソナリティ：トゥクトゥクスキップ（2006年））
  - 植松秀美のシンデレラになっちゃえ!（パーソナリティ：植松秀美（2007年、現・上松秀実））
  - ボッサ DE メヲコラソン（パーソナリティ：メヲコラソン（2008年））
  - レイナのアンビリーバボー（パーソナリティ:麗奈（2009年））
  - nutmegのここから!（パーソナリティ：nutmeg（2010年）
  - 元気!ゴマアブラジオ（パーソナリティ：ゴマアブラ（2011年））
  - VOLOMUSIKSの音ぼろ食堂（パーソナリティ：VOLOMUSIKS（2012年））
  - イヤよ!ヤメて!邪魔はしないで![15]（パーソナリティ：LADY,THE BITCH（2013年））
  - DA.RASS BATTERYのEASY GO!!EASY WAY!!（パーソナリティ：DA.RASS BATTERY（2014年））
  - Cats & Seaside Villageの「武蔵野SOLE SOUL」（パーソナリティ：Cats & Seaside Village（2015年））
  - bwpとファンキーヘッドライツのむさしのファンクラブ（パーソナリティ：bwpとファンキーヘッドライツ（2016年））[16]
  - TakuのHave a nice day!
- うえだ星子のキラキラ韓国ロック（2012年9月20日 - 2013年3月14日）

放送終了後、2013年4月3日から9月11日までDARAZ FMにてセカンドラン（再放送）が行われた。
- ゆいの島★Breeze!（パーソナリティ:オスマン・サンコン。提供:奄美海援隊） - 徳之島観光大使としても活躍するサンコンのトークはもちろん、徳之島の最新観光情報を紹介。2015年3月27日放送終了。
- 川久保秀一のSaturday Music Flow（パーソナリティ：川久保秀一）土曜 13:00 - 15:00
- ミュージックアワー
- 吉祥寺Sunday Cafe - コンセプトは「聴けば街が見えてくる」。吉祥寺各所にリポーターを配置し、最新情報やイベント中継などをおくる。
- スタートアップ!
放送時間：7:00 - 10:00
パーソナリティ：山下しづ香（月・木）、名城雪子（火・水）、河田浩兒（金）
- デイリーボイス
放送時間：10:00 - 13:00
パーソナリティ：西達彦（月）、ヒロクボタ（火）、川崎亜有子（水）、宮原靖子（木）、若菜ひろこ（金）
- むさしのエアーアプリ
放送時間：16:00 - 19:00
パーソナリティ：松野こうき（月・木）、川久保秀一（火）、戸澤愛（水）、宮口文裕（金）
- リラックス・モーニング（月・火）
放送時間：7:00 - 11:00
パーソナリティ：山下しづ香（月曜）、若菜ひろこ（火曜）
- Beautiful
放送時間：7:00 - 11:00
パーソナリティ：名城雪子（水曜）
- モーニング・ボンバー
放送時間：7:00 - 11:00
パーソナリティ：河田浩兒（木曜）
- WEEKEND STYLE
放送時間：7:00 - 11:00
パーソナリティ：鳴海剛（金曜）
- ウィークデー・シャッフル
放送時間：11:00 - 14:00
パーソナリティ：亀井薫（月曜）、ヒロクボタ（火曜）、石塚健司（水曜）、中嶋みさ（木曜）、橋本邦彦（金曜）
- 午後のやすらぎラジオ　物語の時間
放送時間：15:00 - 16:00
- Talking Loud
放送時間：16:00 - 19:00
パーソナリティ：松野こうき（月曜）、高田友紀（火曜）
- むさしのライフ（水・木曜）・むさしのライフ＋（プラス）（金）
放送時間：16:00 - 19:00
パーソナリティ：近藤史子（水曜）、川崎亜有子（木曜）、田中知子（金曜）
- あゝジョージタウン・サウンド（パーソナリティ：龍馬、藏之介）
- ジョージLIFE（パーソナリティ：櫻衣はる）
- ウィークエンドプラス - 2015年4月3日より放送開始されている、むさしのFM制作による生放送の地域情報エンターテイメント番組
- 若生りえの美肌ジャズタイム（パーソナリティ：若生りえ）金曜 14:45 - 14:55
- 山吉!（提供：ICI石井スポーツ吉祥寺店） - 登山・アウトドア情報。
- 黒木悠香子の今日も吉日（パーソナリティ：黒木悠香子）金曜 19:30 - 19:35
- エレメンツpresents 吉祥寺ロックレディオ!（パーソナリティ：宮口文裕 提供：エレメンツ）[17]
- 新宿antiknock presents「ATZINAの中央線がすきだ」
- 千葉啓介の井の頭モーニングカフェ（パーソナリティ：千葉啓介）
- にこにこ吉'S for Baby（提供：三祐産業・稲垣薬局 - ウェイバックマシン（2001年3月3日アーカイブ分）） - 子育て情報番組。
- 宮沢明子の心に響く音楽会（パーソナリティ：宮沢明子）

ほか

### ネット番組（放送終了）
- ハッピーう〜たん!（パーソナリティ：鯉沼久恵・Yuuko（月・火）、亀井薫・KASSY!（樫葉武司）（水・木）、寺内夏樹・金子あい（金））
- 調布FM、FM西東京との3局共同制作による市民参加型の生放送情報番組。2010年10月1日から2011年3月25日までの半年間、月 - 金曜 11:00 - 12:00の時間帯で放送されていた、むさしのFMは金曜日を担当、本社がある武蔵野商工会館1階の武蔵野市観光推進機構サテライトスタジオから公開生放送していた。

- アフタヌーンパラダイス（パーソナリティ：岸田敏志・光部愛（月）、渡辺真知子・豊島彬（火）、小室等・白神直子（水）、杉真理・葛野由美子（木） ミュージックバード制作）月 - 木曜 15:00 - 16:00
- E-TAMA（パーソナリティ:香月りさ、大塚まこと、松野こうき）

調布FM、FM西東京との3局共同制作。土曜 13:00 - 15:00。2011年（平成23年）4月2日からスタートした3局同時ネットによる生放送番組。音楽や最新情報などをおくる。調布FMのスタジオから生放送。『E-tama いーたまっ!』より改題。
- VIVA LA MUSICA! ラテン音楽の楽しみ（パーソナリティ:伊藤寛康 FMたちかわ制作）土曜 17:00 - 17:30 - ラテン音楽の魅力を幅広く紹介する。2008年（平成20年）3月まではMasayoも出演していた。
- JJazz.Net PICK UP（本局とFM西東京、調布FM、FMたちかわで構成される多摩地区コミュニティFM4局ネット[注釈 10]）火曜 22:00 - 24:00
- 増田太郎・ミュージックシュタイン（パーソナリティ：増田太郎）
- 田中勝己のゲームでしょう!（パーソナリティ：田中勝己）
- てやんでぃ!こぶJAでどうでぃ（パーソナリティ：林家正蔵）
- ROCK OF ALL AGES（パーソナリティ：鈴木慶一（ムーンライダーズ）、光岡ディオン ミュージックバード制作）
- 木根尚登のマイ・ホーム・タウン（パーソナリティ：木根尚登（TM NETWORK）FMたちかわ制作） - 木根尚登がおすすめの音楽や街ネタなどをトークとともにおくる。
- プログレ王国

ほか

## パーソナリティ
- 髙田友紀
- 橋本邦彦
- 中嶋みさ
- 石塚健司
- 伊東かおり
- 亀井薫
- 川崎亜有子
- 河田浩兒
- 近藤史子
- 田中知子
- 名城雪子
- 鳴海剛
- ヒロクボタ
- 松野こうき
- 山下しづ香
- 若菜ひろこ

### 過去
- 明石千明
- 安部啓輔（放送本部長）
- 秋山雅子
- 有村昆（現在は映画コメンテーターを中心に多方面で活躍。丸岡いずみの夫）
- 壹岐充恵
- 池村祐美
- 江久里ばん
- 大貫恵子（後にFMぐんまアナウンサーなどを経て、現在フリー）
- 岡添弘子
- 岡田紀子
- 岡野肇
- 加藤千春
- 亀井薫
- 金子あい（ハッピーう〜たん!・金曜日）
- 河口加奈
- 倉田希実子
- 小林信也
- 茂野えり子
- 酒井里佳
- 佐々木クリス
- 佐藤恵理
- 清水哲男
- 城野正幸（元FM東京アナウンサー、元放送本部長）
- 瀬那あすか
- 多比良健
- 寺内夏樹（ハッピーう〜たん!・金曜日）
- 寺島靖国
- 橋本幸子
- 福島央俐音
- 宮内隆一
- 宮脇理恵子
- 茂木亜希子
- 吉田和美
- 綿加まゆみ
- 川久保秀一
- 戸澤愛
- 西達彦
- 畑谷明日香
- 原つとむ
- 宮口文裕
- 宮原靖子
- 松野こうき
- 酒見由梨

など

## スタジオ

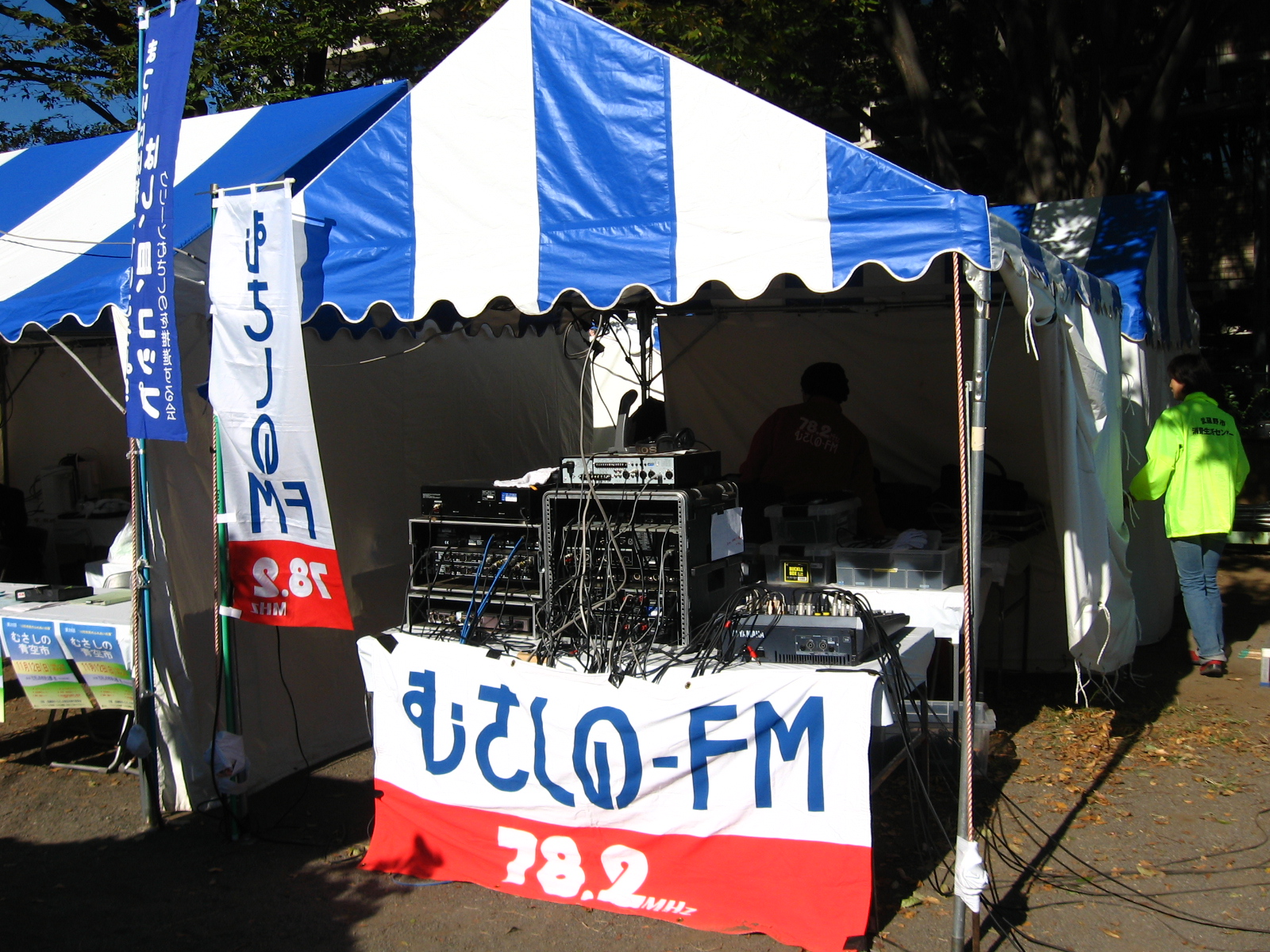
イベント用の放送ブース

- 本社スタジオ（武蔵野商工会館3階）- 常用。主にこのスタジオを使用する。
- サテライトスタジオ（武蔵野商工会館1階）- 武蔵野市観光推進機構[注釈 11] にあるサテライトスタジオ。公開番組で使用する。
- 第2スタジオ（武蔵野市役所西棟4階）- 緊急災害対応として、災害発生時に緊急放送用の放送室として使用する。

その他、武蔵野・三鷹市内で行われるイベントにおいて放送用ブースを設け、公開生放送を行う。
過去に使用されたスタジオ
- 旧吉祥寺市政センター本社スタジオ（水門通り） - 開局当初から2001年（平成13年）に現在の商工会館へ移転するまで、初代常用スタジオとして使用された。
- KANEKOサテライトスタジオ（三鷹市下連雀）- 「KANEKO INTERACTIVE WORLD」の公開生放送で使用。現在は閉鎖

## むさしのFM市民の会
むさしのFMでは1995年（平成7年）春の開局に合わせて、前年冬より市民から放送のためのボランティアを公募、多く採用してきた。しかし1996年（平成8年）秋に会社方針が変更、市民放送ボランティアが現場から一斉に引き揚げ、開局時から放送していた「むさしのフレッシュサラダ」「むさしの情報バイキング」などの番組が打ち切りとなる。ボランティア引き揚げ後、むさしのFMで情報募集を依頼され、1997年（平成9年）6月20日に、武蔵野市の公募により141名からなる情報ネットワークを結成、秋には市民の会協力番組「むさしのtoday」放送開始。そして翌1998年（平成10年）1月1日に「むさしのFM市民の会」が立ち上げられた。以後、年1回ペースで、市民の会主催による行事（市民講座、バス研修会など）を開催。現在は毎年1回ペースで「today勉強会」を開催し、災害訓練リポーターとして積極的に番組参加している。

## 武蔵野市観光機構
エフエムむさしのの観光事業部門として、武蔵野市と地元観光事業団体の協力によって設立されたのが、一般社団法人武蔵野市観光機構（いっぱんしゃだんほうじん むさしのしかんこうきこう）。2010年（平成22年）7月に「武蔵野市観光推進機構」として創設、2013年（平成25年）7月1日に現在の名前に改称。通称は「む〜観」。
地域経済の振興、地域の活性化、市民生活の向上を3つの柱とし、市と市外から訪れた観光客の交流を通し、地域経済を活性化させることが観光を推進する目的として活動を行っている。
なお、同機構が協力する番組として、毎週土曜日に放送されている「む〜観ナビダイヤル」がある。

## その他
- テレビ東京系のLドラ『Cafe吉祥寺で』第20話（2008年10月24日放送）に、むさしのFMが登場した。